# Лозье, Жан-Батист Шарль Буве де
Жан-Батист Шарль Буве де Лозье (фр. Jean-Baptiste Charles Bouvet de Lozier; 14 января 1705 — 1786) — французский мореплаватель и исследователь, первооткрыватель острова Буве, губернатор Маскаренских островов.

## Биография
В возрасте семи лет остался сиротой. После первоначального обучения в Париже он был послан в Сен-Мало учиться навигации.
В 1731 году он стал лейтенантом французской Ост-Индской компании. В 1733 году он предложил Компании план исследовательской экспедиции в Южную Атлантику с целью поиска на юге земель, где Компания могла бы устроить транзитные базы для обслуживания своих судов, идущих вокруг мыса Доброй Надежды. Он также выдвинул условие, чтобы быть назначенным губернатором всех земель, которые он откроет.
19 июля 1738 года он отплыл из Лорьяна в Бретани, имея под командой фрегаты «Эгль» и «Мари». В октябре он посетил острова Санта-Катарина вблизи бразильского побережья для пополнения запасов, а оттуда взял курс на юго-восток. В декабре он достиг 45° южной широты, но среди густых туманов встретил только гигантские айсберги и пингвинов, которых он описал как «похожих на уток, но плавниками».
Декабрь экспедиция провела среди айсбергов за две тысячи километров от населённых земель. 1 января 1739 года в три часа пополудни из тумана выступила «очень высокая, покрытая снегом земля». Буве решил, что перед ним северный выступ большого южного континента, и назвал эту землю мыс Обрезания Господня, по названию церковного праздника, отмечавшегося в тот день. Попытка высадиться была неудачна, потому что путь к берегу был блокирован паковым льдом. После нескольких дней безуспешных попыток попасть на берег Буве покинул найденную землю и отправился дальше на восток. Путь на юг был повсюду блокирован айсбергами, а команда начала страдать от цинги. 24 февраля 1739 года, не разыскав другой земли, экспедиция прибыла в Кейптаун, а 24 июня вернулась в Лорьян. Он был вынужден сообщить своим нанимателям, что южный континент, если существует, расположен вблизи от полюса и вряд ли может быть использован для обслуживания судов.
Приборы для измерения долготы в те времена были весьма несовершенны. Буве зарегистрировал остров под 6° восточной долготы и, как выяснилось через полтора века, ошибся на 250 километров. В течение XIX века остров неоднократно открывали снова; только в 1898 году был признан приоритет Буве, и остров (который сейчас принадлежит Норвегии) был назван его именем. Название мыс Обрезания Господня было сохранено за мысом на северо-западном конце острова.
Несмотря на неудачу с поисками южной земли, Буве встретили с почётом, и он впоследствии сделал в Ост-Индской Компании успешную карьеру. Дважды — в 1750—1752 и в 1757—1763 годах он был назначен губернатором острова Реюньон, с 1750 по 1756 год — губернатором Маврикия.
Его экспедиция впервые принесла в Европу сведения об огромных столовых айсбергах, которые встречаются только в южных полярных морях, о чрезвычайно больших стадах китов в южных водах и о новом виде животных — пингвинах, в те времена почти неизвестных европейцам.